# Nosferatu
|  | For genindspilningen fra 1979, se Nosferatu - vampyren |
Nosferatu, eine Symphonie des Grauens (dansk: Nosferatu, en skrækkens symfoni) er en tysk ekspressionistisk stumfilm fra 1922 af F.W. Murnau. Han ville filmatisere Bram Stokers Dracula, men hans studie var ude af stand til at opnå rettighederne til historien. Murnau besluttede derfor at filmatisere sin egen version og kun med mindre ændringer i handlingen. 
Resultatet har mange ligheder med Stokers historie. "Vampyr" blev til "Nosferatu", og navnene på figurerne blev ændret, så grev Dracula blev til grev Orlok. Hovedrollen som vampyr blev spillet af Max Schreck. Andre skuespillere i filmen var Gustav von Wangenheim, Greta Schröder og Alexander Granach.
Dele af filmen, der hævdedes at vise Transsylvanien, blev filmet i Slovakiet (Tatrabjergene og Váh floden). Nosferatus Slot er Orava Slot i det nordlige Slovakiet.